# 新婚のいろはさん
『新婚のいろはさん』（しんこんのいろはさん）は、ÖYSTERによる日本の4コマ漫画。『まんがタウン』（双葉社）にて、2016年9月号から2024年1月号まで連載。同誌の休刊により、『webアクション』（同）に移籍。ニコニコ静画内「月刊のアクション」でもかねてから期間限定での公開・一部のエピソードの試し読みがあったが、コミックス3巻発売に際して2019年6月17日（6月号掲載・第38回）よりまんがタウン掲載分より1月遅れで完全連載化。新婚生活を始めたばかりの、新妻始・彩葉夫妻の日常を描く。シュールなネタが多かったこれまでのÖYSTER作品と違い、「ごく普通の夫婦もの」。

## 主な登場人物
新妻 彩葉（にいづま いろは）
本作の主役の1人。1歳年下の幼馴染、新妻始と結婚したばかりのまさしく新妻。福岡県出身の専業主婦。30歳未満。
長髪で、色は黒だが、内側はより明るく描かれている。
3人姉妹の末妹だったため「自分の物」があまりなく、旅行鞄ひとつで引っ越してきた。
林間学校で見た星空をまっさきに「始君と見たい」と思ったり、始の幼少期の一言からずっと長髪のままにしていたなど、ずっと始を特別な存在として見ており、「絶対に始と結婚するつもりだった」と考えていた。
一度食べただけのオムレツ店の味をかなりの精度で再現したり、衣服を綺麗な真四角に畳んだりと、家事全般が得意。
好きな物はクマで、家の中はクマグッズで溢れており、始が贈ったぬいぐるみには名前をつけている。
「なるべく普通で、どこにでもいそうで、誰からも愛されるような人」というコンセプトで作られたキャラクター。
新妻 始（にいづま はじめ）
本作の主役の1人。彩葉と結婚したばかりで、新しいマンションに引っ越してきた。漫画家で、ペンネームは軒並ライジ。
子供の頃読んだサムソンの話の影響で長髪で通しており、普段はバンダナで纏めている。
幼少期は家庭の事情であちこち引っ越しをしており、彩葉とは福岡で出会った。身を立てるべく都会の高校に進学するに際して一人暮らしを始め、自立しないうちは恋人を作る資格もないと考えるほど真面目であり、漫画に関しては非常に真摯だが、それ以外はからっきしで友達も少ない。
漫画家としては、連載を4本持っており、別途イベントやカードゲームのイラストの依頼も来ている描写がある。
作風は旧来のÖYSTER作品のようなシュールギャグが主で、「彩葉が理解できないときほど調子がいい」と言うほどだったが、結婚を機に「余計なものは大事」とわかったとして、より万人受けのものも描くようになった。
同作者の『超可動ガール1/6』の主人公・房伊田春人と容姿が似ているが、これは『超可動ガール1/6』の連載が終了した後、「もう(春人を)描かないから」とデザインを流用したため。
早倉 哲子（そうくら てつこ）
新妻夫妻の隣の部屋に住む女子高生。水泳部所属。
4コマ漫画のマニアで、特に軒並ライジの大ファン。始と話すと浮ついて上手く会話が出来なくなってしまうことが多いが、そのため始は、彼女が自身のファンの女の子に多いという「大人ぶって理屈っぽいちょっとヒネた子」に当てはまることに気付かなかった。
内面は実年齢より20年ほど老けていると考えており、早く大人になりたいと考えている。
新妻夫妻から影響を受け、結婚を「冒険」ととらえ、自分もよい「冒険」を積んでいこうと考える。
同じ部活の、北森かなで、宇佐野ちよみという友人がいる。
早倉 照子（そうくら てるこ）
哲子の母親。小学校の教師。哲子のことは「てっこちゃん」と呼ぶ。
彩葉とは引っ越しの挨拶以降全く会う機会がなかったが、1年越しに友人となる。
花飾 颯斗（はなかざり ふうと）
始の友人の漫画家。ペンネームも同じ。
始と同じく時偶エニモに師事するが、世話になった時期は入れ違いで、新年会で初対面。始のことをいきなり「ノッキー」と馴れ馴れしく渾名で呼んだため、対抗した始に呼び捨てにされている。
料理が趣味だが、おもに人に見せびらかすのが目的。
描いている漫画としては「童話と筋肉を組み合わせたまったく新しい『ムキムキ童話』」が挙げられるが、本人いわく「ファンシー枠」。
あざなわ店主
近所の駅ビルにある新妻夫妻いきつけのラーメン屋「あざなわ」の女店主。前髪はいわゆるぱっつんで、長髪をポニーテールで纏めている。
初来店で他の客のラーメンを見て食べきれるか心配する彩葉の様子を察して分量を加減し、その分代金を引くなど非常に細やかな性格。
メニューはトッピングの他はラーメンとチャーシューメンのみ。彩葉も「あざなわ」の味は再現できない。
店内には多数の自作の詩（ことば）が飾ってあるが、格言等の改変が主。音読をされたり、意味を聞かれたりするのは恥ずかしいらしい。
本人いわくおしゃべりで、新妻夫妻ともよく会話をしているが、あくまで店主と常連客という関係であり、店外での交際はない。
春江おばさん（はるえ）
始の父の妹。彫刻家。住宅を兼ねたアトリエには木彫りの作品が飾られている。
連載初期より彩葉と始の会話でしばしば言及されていたが、第88回にて実際に登場。始より頭ひとつ高い大柄な体格で、一人暮らしだがよく高笑いをしているらしい。
「おばさん」だが、始は中学まで彼女に養育されており、親孝行の話題になったとき始が当然のように名前を上げている。
料理上手で、彩葉の料理の先生。
時偶 エニモ（ときたま エニモ）
作中で画業30周年を迎えた漫画家。始と颯斗の師匠。 帽子と眼鏡を着用し、鼻下と顎に髭を蓄えている。
面倒見が良く、若手の漫画家や無名のクリエイターの世話をよくしており、始のペンネームも彼の命名。

## 備考
掲載誌・『まんがタウン』（2019年6月号）の「月替わりコミックエッセイ特集」にて『新婚のいろはさん』が主題となり、なぐも、氷川へきる、成原とんみ、ボマーン、ノブヨシ侍、板倉梓、おりはらさちこ、塚本ミエイ、瀬田ヒナコが1-2ページのトリビュートコミックを執筆している。

## 書誌情報
- ÖYSTER 『新婚のいろはさん』 双葉社〈アクションコミックス〉、既刊8巻（2024年6月12日現在）
  1. 2017年10月12日発売[5]、ISBN 978-4-575-94510-2
  2. 2018年8月9日発売[6]、ISBN 978-4-575-94532-4
  3. 2019年6月12日発売[7]、ISBN 978-4-575-94548-5
  4. 2020年5月12日発売[8]、ISBN 978-4-575-94570-6
  5. 2021年3月12日発売[9]、ISBN 978-4-575-94584-3
  6. 2022年4月12日発売[10]、ISBN 978-4-575-94603-1
  7. 2023年5月11日発売[11]、ISBN 978-4-575-94619-2
  8. 2024年6月12日発売[12]、ISBN 978-4-575-94625-3